# Station Radom Główny
Station Radom is een spoorwegstation in de Poolse plaats Radom.